# Az én csodálatos életem
Az én csodálatos életem (eredeti cím: Şahane Hayatım) egy 2023 és 2024 között bemutatott török televíziós sorozat, melynek főszereplői a Remények földje című sorozatból ismert Hilal Altınbilek, az Ezel című sorozatból ismert Yiğit Özşener és A csodadoktor című sorozatból ismert Onur Tuna.
Törökországban 2023. november 1-től 2024. június 5-ig sugározta a NOW, Magyarországon 2025. január 21-e és 2025. június 11-e között sugározta az Izaura TV.

## Története
Şebnem egy elit iskolába járt ösztöndíjasként, ahol a gazdag diákok szülei, sőt néhány tanára is terrorizálta. Az esze ellenére sem gondolta senki, hogy eljuthat az ő szintjükre. De egy csipetnyi plasztikai műtéttel és rendíthetetlen ambícióval Şebnem elnyerte a fődíjat: egy gazdag férjet, Onurt. Szövetségük luxust, kiváltságokat és mások irigységét hozta el az életükbe. 
Az illúzió azonban szertefoszlik, amikor Şebnem múltjának szellemei újra felbukkannak, és veszélyeztetik a tökéletes életet.

## Szereplők
| Szereplő neve                 | Színész          | Magyar hangja     |
| ----------------------------- | ---------------- | ----------------- |
| Şebnem Arda/Gümüşçü/Öztürkmen | Hilal Altınbilek | Mikecz Estilla    |
| Mesut Öztürkmen               | Onur Tuna        | Zöld Csaba        |
| Onur Gümüşçü                  | Yiğit Özşener    | Holl Nándor       |
| Melisa Özsoy                  | Nesrin Cavadzade | Tarr Judit        |
| Didem Özcan/Gümüşçü           | Gökçe Eyüboğlu   | Nemes Takách Kata |
| Ahmet Balca                   | Cansel Elçin     | Seder Gábor       |
| Aysel Gümüşçü                 | Sumru Yavrucuk   | Kovács Nóra       |
| Niyazi Adalı                  | Serkan Keskin    | Potocsny Andor    |

## Évados áttekintés
| Évad | Évad | Török epizódok száma | Magyar epizódok száma | Eredeti sugárzás  | Eredeti sugárzás | Eredeti sugárzás | Magyar sugárzás  | Magyar sugárzás  | Magyar sugárzás |
| Évad | Évad | Török epizódok száma | Magyar epizódok száma | Évadpremier       | Évadfinálé       | Eredeti adó      | Évadpremier      | Évadfinálé       | Magyar adó      |
| ---- | ---- | -------------------- | --------------------- | ----------------- | ---------------- | ---------------- | ---------------- | ---------------- | --------------- |
|      | 1.   | 30                   | 98                    | 2023. november 1. | 2024. június 5.  |                  | 2025. január 21. | 2025. június 11. |                 |

## Magyar stáb
- Magyar szöveg: Balázs Tünde
- Hangmérnök és Vágó: Faragó Imre
- Gyártásvezető: Kovács Mariann
- Szinkronrendező: Vági Tibor
- Produkciós vezető: Gyarmati Zsolt

A szinkront a TV2 Média Csoport megbízásából a Master Film Digital készítette.